# Thinophilus collinus
Thinophilus collinus är en tvåvingeart som först beskrevs av Philippi 1865.  Thinophilus collinus ingår i släktet Thinophilus och familjen styltflugor. Inga underarter finns listade i Catalogue of Life.